# Margherita Buy
Margherita Buy (Rome, 15 januari 1962) is een Italiaanse actrice.
Ze is met zeven onderscheidingen (in de samengetelde categorieën 'beste actrice' en 'beste actrice in een bijrol') de absolute recordhoudster van de Premi David di Donatello én van de Nastro d'Argento.

## Leven en werk

### Opleiding en debuutjaren
Buy groeide op in de wijk Coppedè in Rome. Ze volgde toneelstudies aan de Accademia nazionale d'arte drammatica van haar geboortestad. Voor haar debuutfilm, het drama La seconda notte (1986), werd ze al meteen bedacht met de Globo d'oro voor beste vrouwelijke revelatie. Enkele jaren later werkte ze een eerste keer samen met de acteur Sergio Rubini, haar latere echtgenoot, voor zijn filmdebuut als regisseur in de tragikomedie La stazione (1990). Het paar kreeg zowel de David di Donatello  als de Nastro d'Argento, zij voor beste actrice, hij voor beste nieuwe regisseur.

### Doorbraak
Twee jaar later brak ze door bij het brede publiek met Maledetto il giorno che t'ho incontrato (Carlo Verdone), een romantische komedie die heel veel succes oogstte en heel wat prijzen in de wacht sleepte.

### Trouwe actrice

#### Sergio Rubini en Giuseppe Piccioni
Ze is een vaste waarde in het oeuvre van verscheidene Italiaanse cineasten, in de eerste plaats dat van haar ex-man Sergio Rubini (6 films) en van  Giuseppe Piccioni (6). Met Rubini bleef ze regelmatig samenwerken ondanks hun scheiding. In de jaren negentig draaide Piccioni vier films met haar, wat culmineerde in het zeer gunstig onthaalde drama Fuori dal mondo (1999). In 2003 wijdde hij een documentaire aan haar vooraleer haar in 2012 een vijfde keer te casten in de rol van een gedreven schooldirectrice in de tragikomedie Il rosso e il blu. Buy verscheen een zesde keer in een film van Piccioni: in het drama Questi giorni (2016) speelde ze de moeder van een van de vier vriendinnen die lief en leed delen. 

#### Daniele Luchetti
Aan het begin van Buy's carrière gaf ook Daniele Luchetti haar de gelegenheid haar talent te tonen in drie komedies. Voor haar hoofdrol in Luchetti's La settimana della Sfinge (1990) werd ze gelauwerd op het Internationaal filmfestival van San Sebastian. 

#### Ferzan Özpetek
In 2001 draaide Buy voor het eerst onder regie van Ferzan Özpetek: in het bitterzoete drama Le fate ignoranti vertolkte ze een arts die ontdekt dat haar pas overleden man een verborgen homoleven leidde. Ze komt zijn minnaar, vertolkt door Stefano Accorsi, op het spoor. De film deed het uitstekend aan de kassa en werd bedacht met allerlei prijzen. Buy's rol bezorgde haar onder meer een tweede Nastro d'Argento. In het eveneens veel gelauwerde drama Saturno contro (2007), haar tweede film onder regie van Özpetek, vormde ze samen met Accorsi een koppel dat deel uitmaakt van een hechte vriendengroep rond een net overleden homoseksueel. Haar vertolking was goed voor een derde Nastro d'Argento. Haar derde film onder regie van Özpetek, de tragikomedie Magnifica presenza (2012) voerde weer een belangrijk personage als homoseksueel op.  

#### Ontmoeting met Nanni Moretti
In 2006 deed voormalige Gouden Palmwinnaar Nanni Moretti een eerste keer een beroep op haar voor Il caimano. Haar vertolking van de vrouw van een filmproducent leverde haar, samen met haar rol in Saturno contro, een derde Nastro d'Argento voor beste actrice op. Deze tragikomedie werd overladen met prijzen en was een van de populairste films in Italië dat jaar. In 2011 draaide ze een tweede keer onder regie van Moretti in Habemus Papam. In deze ook erg gelauwerde tragikomedie gaf ze gestalte aan de psychologe die de gedeprimeerde paus als patiënt heeft. In 2015 beleefde ze samen met Moretti een nieuw hoogtepunt in haar carrière dankzij het drama Mia madre waarin ze het niet gemakkelijk heeft, noch in haar beroepsleven, noch in haar privéleven, met de zorg voor haar doodzieke moeder voorop, zorg die ze deelt met haar broer (Moretti). Nadat ze in Habemus Papam de ex-vrouw van Moretti gespeeld had, vertolkte ze in haar twee volgende films onder regie van Moretti zijn echtgenote. In het drama Tre piani (2021) dwingt een rechter (Moretti) zijn vrouw die ook rechter is te kiezen tussen hemzelf en hun zoon omdat hij vindt dat deze zijn straf niet mag ontlopen nadat hij een vrouw heeft doodgereden in dronken toestand. In de tragikomedie Il sol dell'avvenire (2023) heeft filmproducente Buy het stilletjesaan gehad met haar dictatoriale, eigenwijze en pretentieuze echtgenoot en filmregisseur.

#### Andere samenwerkingen
Ook met Cristina Comencini (2 films), Carlo Verdone (2), Giovanni Veronesi (5), Maria Sole Tognazzi (3), Luca Lucini (2) en Alex Infascelli (2) werkte ze meermaals samen. Cristina Comencini, een van de twee dochters die in de voetsporen traden van hun vader, cineast Luigi Comencini, castte haar twee keer naast Virna Lisi in twee van haar drama's. Met de jongere broer van schrijver Sandro Veronesi draaide Buy onder meer de veelvuldig bekroonde en genomineerde komedie Manuale d'amore (2005). Ze hield er zelf een David di Donatello voor beste actrice in een bijrol aan over. Haar vertolking van een lesbienne die worstelt met haar geaardheid in Io e lei (2015) vormde haar tweede samenwerking met Maria Sole Tognazzi. De regisseur beschouwt deze lesbo-tragikomedie als een eerbetoon aan de rol die haar vader Ugo Tognazzi speelde in de homo-komedie La Cage aux folles.
In 2024 debuteerde Buy als regisseur met de komedie Volare. 

### Privéleven
Op de Accademia ontmoette Buy Sergio Rubini met wie ze huwde in 1991. Twee jaar later scheidde het koppel. Tussen 1996 en 2012 vormde Buy een koppel met de chirurg Renato de Angelis met wie ze een dochter Caterina (2001) heeft.

## Filmografie
- 1986 - La seconda notte (Nino Bizzarri)
- 1988 - Domani accadrà (Daniele Luchetti)
- 1988 - I giorni randagi (Filippo Ottoni)
- 1989 - Nulla ci può fermare (Antonello Grimaldi)
- 1990 - La stazione (Sergio Rubini)
- 1990 - La settimana della Sfinge (Daniele Luchetti)
- 1991 - Chiedi la luna (Giuseppe Piccioni)
- 1992 - Maledetto il giorno che t'ho incontrato (Carlo Verdone)
- 1993 - Condannato a nozze (Giuseppe Piccioni)
- 1993 - Cominciò tutto per caso (Umberto Marino)
- 1993 - Arriva la bufera (Daniele Luchetti)
- 1994 - Prestazione straordinaria Sergio Rubini)
- 1994 - Le fils préféré (Nicole Garcia)
- 1995 - Il cielo è sempre più blu (Antonello Grimaldi)
- 1995 - Facciamo paradiso (Mario Monicelli)
- 1996 - Cuori al verde (Giuseppe Piccioni)
- 1996 - Va' dove ti porta il cuore (Cristina Comencini)
- 1996 - Testimone a rischio (Pasquale Pozzessere)
- 1998 - Dolce far niente (Noe Caranfil)
- 1999 - Fuori dal mondo (Giuseppe Piccioni)
- 2000 - Tutto l'amore che c'è (Sergio Rubini)
- 2000 - L'ombra del gigante (Roberto Petrocchi)
- 2000 - Controvento (Peter Del Monte)
- 2001 - Le fate ignoranti (Ferzan Özpetek)
- 2002 - Il più bel giorno della mia vita (Cristina Comencini)
- 2003 - Ma che colpa abbiamo noi (Carlo Verdone)
- 2003 - Caterina va in città (Paolo Virzì)
- 2003 - Margherita. Ritratto confidenziale (Giuseppe Piccioni)  (documentaire over Buy)
- 2004 - L'amore ritorna (Sergio Rubini)
- 2004 - Il siero della vanità (Alex Infascelli)
- 2005 - Manuale d'amore (Giovanni Veronesi)
- 2005 - I giorni dell'abbandono (Roberto Faenza)
- 2006 - Il caimano (Nanni Moretti)
- 2006 - La sconosciuta (Giuseppe Tornatore)
- 2006 - Commediasexi (Alessandro D'Alatri)
- 2007 - Saturno contro (Ferzan Özpetek)
- 2007 - Giorni e nuvole (Silvio Soldini)
- 2009 - Due partite (Enzo Monteleone)
- 2009 - Lo spazio bianco (Francesca Comencini)
- 2009 - L'uomo nero (Sergio Rubini)
- 2010 - Genitori & figli - Agitare bene prima dell'uso (Giovanni Veronesi)
- 2010 - Happy Family (Gabriele Salvatores)
- 2010 - Matrimoni e altri disastri (Nina Di Majo)
- 2011 - Habemus Papam (Nanni Moretti)
- 2012 - Com'è bello far l'amore (Fausto Brizzi)
- 2012 - Magnifica presenza (Ferzan Özpetek)
- 2012 - Il rosso e il blu (Giuseppe Piccioni)
- 2013 - La scoperta dell'alba (Susanna Nicchiarelli)
- 2013 - Viaggio sola (Maria Sole Tognazzi)
- 2013 - Mi rifaccio vivo (Sergio Rubini)
- 2014 - La gente che sta bene (Francesco Patierno)
- 2015 - Mia madre (Nanni Moretti)
- 2015 - Pecore in erba (Alberto Caviglia)
- 2015 - Io e lei (Maria Sole Tognazzi)
- 2016 - Nemiche per la pelle (Luca Lucini)
- 2016 - Questi giorni (Giuseppe Piccioni)
- 2016 - La vita possibile (Ivano De Matteo)
- 2016 - Come diventare grandi nonostante i genitori (Luca Lucini)
- 2017 - Piccoli crimini coniugali (Alex Infascelli)
- 2018 - Io c'è (Alessandro Aronadio)
- 2018 - Moschettieri del re - La penultima missione (Giovanni Veronesi)
- 2020 - Tutti per 1 - 1 per tutti (Giovanni Veronesi)
- 2021 - Tre piani (Nanni Moretti)
- 2021 - Il silenzio grande (Alessandro Gassmann)
- 2021 - 7 donne e un mistero (Alessandro Genovesi)
- 2022 - Esterno notte (Marco Bellocchio)
- 2022 - Il primo giorno della mia vita (Paolo Genovese)
- 2023 - Il sol dell'avvenire (Nanni Moretti)
- 2024 - Dieci minuti (Maria Sole Tognazzi)
- 2024 - Romeo è Giulietta (Giovanni Veronesi)
- 2024 - Volare (Margherita Buy)

## Prijzen en nominaties

### Prijzen

#### David di Donatello
- voor beste actrice 
  - 1991 - La stazione
  - 1999 - Fuori dal mondo
  - 2008 - Giorni e nuvole
  - 2013 - Viaggio sola
  - 2015 - Mia madre
- voor beste actrice in een bijrol
  - 2004 - Caterina va in città
  - 2005 - Manuale d'amore

#### Nastro d'Argento
- voor beste actrice 
  - 1991 - La stazione
  - 2001 - Le fate ignoranti
  - 2007 - Il caimano en Saturno contro
  - 2008 - Giorni e nuvole
  - 2015 - Mia madre
  - 2023 - Esterno notte
- voor beste actrice in een bijrol
  - 2002 - Il più bel giorno della mia vita
  - 2004 - Caterina va in città

#### Globo d'oro
- voor beste vrouwelijke revelatie
  - 1987 - La seconda notte
- voor beste actrice
  - 1992 - Maledetto il giorno che t'ho incontrato
  - 2001 - Le fate ignoranti
  - 2007 - Saturno contro
- speciale prijs van de jury
  - 2006 - I giorni dell'abbandono

#### Internationaal filmfestival van San Sebastian
- 1990 - La settimana della Sfinge : Zilveren Schelp voor beste actrice

#### Internationaal filmfestival van Moskou
- 2008 - Giorni e nuvole : beste actrice

#### Filmfestival van Venetië
- 2009 - Lo spazio bianco : Premio Pasinetti voor beste actrice

### Nominaties

#### David di Donatello
- voor beste actrice 
  - 1991 - La settimana della Sfinge
  - 1992 - Maledetto il giorno che t'ho incontrato
  - 1993 - Cominciò tutto per caso
  - 1997 - Testimone a rischio
  - 2001 - Le fate ignoranti
  - 2006 - Il caimano
  - 2007 - Saturno contro
  - 2010 - Lo spazio bianco
  - 2023 - Esterno notte
- voor beste actrice in een bijrol
  - 2012 - Habemus Papam

#### Nastro d'Argento
- voor beste actrice 
  - 2000 - Fuori dal mondo
  - 2005 - Il siero della vanità
  - 2006 - I giorni dell'abbandono
  - 2010 - Lo spazio bianco en Matrimoni e altri disastri
  - 2013 - Viaggio sola
  - 2023 - Il sol dell'avvenire
- voor beste actrice in een komedie
  - 2019 - Moschettieri del re - La penultima missione
- voor beste actrice in een bijrol
  - 2009 - Due partite
  - 2017 - Come diventare grandi nonostante i genitori en Questi giorni

#### Globo d'oro
- voor beste actrice
  - 2006 - I giorni dell'abbandono
  - 2013 - La scoperta dell'alba
  - 2015 - Mia madre

- Biblioteca Nacional de España: XX1107656
- Bibliothèque nationale de France: cb14160617h (data)
- Catàleg d'autoritats de noms i títols de Catalunya: 981058510402606706
- Gemeinsame Normdatei: 136239218
- International Standard Name Identifier: 0000 0001 1449 6092
- Library of Congress Control Number: no2003082184
- Nationale Bibliotheek van Tsjechië: xx0178902
- Nationale bibliotheek van Australië: 41064704
- Nationale Bibliotheek van Israël: 987007445116705171
- Nationale Bibliotheek van Polen: a0000002080708
- Nederlandse Thesaurus van Auteursnamen: 263139670
- Istituto Centrale per il Catalogo Unico: RAVV092960
- Système universitaire de documentation: 059442433
- Trove: 1451672
- Virtual International Authority File: 80619012
- WorldCat: E39PBJwRYqYpjV8Wf98WfDCfbd